# Arajanal, Indi
Arajanal là một làng thuộc tehsil Indi, huyện Bijapur, bang Karnataka, Ấn Độ.